# Vejcožrout indický
Vejcožrout indický (Elachistodon westermanni či Boiga westermanni) je druh vejcožravého hada obývající Indický subkontinent. Jedná se o druh patřící do monotypického taxonu Elachistodon z rodu Bojg (Boiga) a patří tedy do čeledi užovkovitých (Colubridae).

## Etymologie
Odborné druhové jméno westermanni bylo dáno tomuto druhu na počest nizozemského zoologa Geralda Fredericka Westermanna (1807–1890), jednoho ze tří zakladatelů Královské zoologické společnosti Natura Artis Magistra a prvního ředitele amsterdamské zoo.
Vejcožrout indický byl popsán dánským zoologem a herpetologem Johannesem Theodorem Reinhardtem (1816–1882) v roce 1863. Jedná se o jednoho z pětadvaceti plazů, které Johannes Reinhardt popsal během své cesty do Indie.

## Popis
Tento druh bojg je zpravidla zbarven hnědě či černě. Kůže je poseta bělavými skvrnami a po celém hřbetu od krku po špičku ocasu se line světlý pruh. Šupiny na břiše jsou světlé podobně jako hřbetní pruh a na hlavě se nachází černé skvrnky ve tvaru šipek.
Dospělí jedinci mohou dorůstat do celkové délky až 78 cm, přičemž asi 11 cm připadá na ocas.

## Potrava
Stravu tohoto hada tvoří výhradně neoplodněná ptačí vejce; vědci zatím neví, jak vejcožrouti poznají, ve kterém vejci se nachází embryo. Pro konzumaci vajec mají tito hadi speciálně vyvinuté krční obratle, jejichž výběžky trčí do jícnu a pomáhají vejce po pozření rozbít. Jediní další hadi s takovými obratli jsou africké užovky z rodu vejcožroutů (Dasypeltis).

## Chování
U vejcožroutů indických byla zaznamenána denní i noční aktivita. Jedná se o suchozemský druh, který se velmi obratně pohybuje v přízemní vegetaci. Při pocitu ohrožení zvedá přední část těla a zaujímá typickou zastrašovací pózu ve tvaru písmene „S“. Obdobnou strategii k zastrašení nepřítele mají například kobry.

## Výskyt
Vejcožrout indický se vyskytuje v Bangladéši, dále některých částech Indie (Madhjapradéš, Uttarpradéš, Gudžarát; Bhávnagar, Maháráštra, Karnátaka, Bihár, Západní Bengálsko, Paňdžáb, Telangána) a v Nepálu.  

## Ohrožení
Podle Červeného seznamu IUNC se jedná o málo dotčený taxon.